# Córico
Córico (en griego, Κώρυκος) era el nombre que designaba una antigua colonia griega y un monte ubicados en Jonia.
Se encontraba cerca de la costa y es citada por Tucídides, que dice que Córico estaba en territorio de Eritras, como el lugar donde estuvieron, en el año 412 a. C., en el marco de la guerra del Peloponeso, Alcibíades y Calcideo, que liberaron prisioneros antes de causar la defección de Quíos de la Liga de Delos. Más tarde también estuvo en Córico el espartano Astíoco cuando se dirigía a Mileto para tomar el mando de la flota.
Estrabón ubica el monte de Córico entre Heras y el puerto de Casistes. El tramo de costa próximo a donde se encontraba era un lugar donde abundaba la piratería. Los piratas, que eran llamados coriceos, se dispersaban primero por los puertos e indagaban datos de los comerciantes y luego se reunían y atacaban cuando los barcos mercantes se encontraban en el mar. En este monte es donde los eritreos señalaban que había nacido la sibila Herófila.